# 杜鵬舉
杜鵬舉（？－？）。生卒年不詳。唐代濮州（今濮陽）人，唐朝官员。

## 生平
杜鵬舉最早與范陽盧藏用同隱白鹿山，因母有疾，與崔沔從蘭陵蕭亮學醫，故精通醫術。
起家修武县尉，授济源尉，以正议进入中央政府，拜右拾遗。当时，唐睿宗登基，唐玄宗为太子（710年—712年），“表公所言，请编史册”。后以“亲累”出为岐州司仓，转同州司士。开元初年（713年），始置疏决盐铁箍春宫三使，以杜鹏举为判官。明年，玄宗東行遊獵，他上賦規勸。迁著作佐郎、太子左赞善大夫、都水使者、王府司马、丰王府和史、中散大夫，官至安州刺史。享年七十岁（因墓志铭已记其子杜鸿渐为卫国公）。
妻尉迟氏，为邛州刺史尉迟环女，尉迟恭孙女，封河南郡君，逝世于天宝四年（745年）。长子陈州太康主簿杜灵瑗，次子杜奉遥（此从墓志铭，《新唐书·宰相世系表》作杜凤举），三子杜鴻漸（708年－769年）。杨炎所撰神道碑记载杜鸿渐为“山南剑南道副元帅特进黄门侍郎同中书门下平章卫国公”，可见杜鹏举应去世于764年杜鸿渐官拜同中书门下平章事之后。